# Међународни рачуноводствени стандард 41
Међународни рачуноводствени стандард 41 - Пољопривреда прописује рачуноводствени поступак и начин приказивања финансијских извештаја као и обелодањивања која се односе на пољопривредну делатност. Рачуноводствено се обухватају из пољопривредне делатности: 
- биолошка средства,
- пољопривредни производи на месту жетве и
- државна додељивања.

Овај стандард се примењује на пољопривредне производе који су пожњевени на месту жетве. Он се не бави прерадом пољопривредних производа након жетве.
Пољопривредна делатност је управљање од стране предузећа биолошком трансформацијом биолошких средстава за продају, за пољопривредну производњу или за додатна биолошка средства. 
Пољопривредни производ је пожњевени производ биолошких средстава предузећа. 
Биолошко средство је жива животиња или биљака. Биолошка трансформација обухвата процесе узгоја, производње и размножавања који доводе до промена у квалитету или квантитету биолошког средства.
Група биолошких средстава је скуп сличних живих животиња или биљака. Жетва је одвајање производа од биолошког средства или прекидање животног процеса биолошког средства. Биолошко средство се мери приликом почетног признавања, као и на сваки датум Биланса стања по својој поштеној вредности (тржишној вредности) умањеној за процењене трошкове продаје на месту жетве. Такво мерење представља набавну вредност или цену коштања на тај дан, у случају када се примењује МРС 2 Залихе или неки други МРС. Трошкови продаје не месту жетве обухватају провизије које се плаћају брокерима или дилерима, дажбине регулаторним органима на робној берзи, као и порезе и дажбине на име преноса. Трошкови продаје на месту жетве не укључују транспортне и друге трошкове који су потребни да би се средство изнело на тржиште. У финансијским извештајима се обелодањују врсте биолошких средстава описно и квантитативно.